# Manfred Bietak
Manfred Bietak (Vienna, 6 ottobre 1940) è un archeologo austriaco.
Bietak è professore emerito di egittologia all'Università di Vienna  ed è noto soprattutto come direttore di due scavi archeologici nel delta del Nilo: Tell el-Dab'a, che è stata identificata come il sito di Avaris, la capitale egiziana durante il periodo degli Hyksos, e Pi-Ramses, che fu la capitale della XIX dinastia egizia. Queste due città, molto vicine fra loro, forniscono il contesto storico e geografico, in cui la narrazione biblica degli ultimi capitoli del Libro della Genesi e dei primi del Libro dell'Esodo, colloca il soggiorno in Egitto dei discendenti di Giacobbe.

## Biografia
Nel 2020 Bietak è il direttore del progetto di ricerca "L'enigma degli Hyksos" finanziato dallo European Research Council e l'editore della rivista scientifica “Egypt and the Levant”.

## Gli scavi a Pi-Ramses e Avaris
Avaris/Pi-Ramses si trovano nella porzione orientale del delta del Nilo, probabilmente ai margini o al centro del territorio di Gosen, in cui secondo la Bibbia (Gn 47) si erano stabiliti i discendenti di Giacobbe come allevatori di bestiame e che viene anche chiamato "paese di Ramses" (Gn 47.11). Le indagini archeologiche in Avaris hanno mostrato che vi si erano stabilite popolazioni asiatiche sin da circa il 1850 a.C., cioè già prima che gli Hyksos prendessero il potere (circa 1630). L'origine di queste popolazioni e degli stessi Hyksos è stata recentemente studiata da Bietak raccogliendo i risultati di decenni di scavi archeologici. 
Particolarmente significativo il confronto fra le strutture templari di Avaris con quelle del Levante: esso ha portato a concludere che queste popolazioni provenivano dal Nord della Siria e della Mesopotamia. Di questa origine potrebbe avere memoria la narrazione biblica, che colloca a Carran l'origine di Abramo e racconta di un suo soggiorno in Egitto.
Gli scavi a Pi-Ramses, invece, hanno portato alla luce le rovine di grandiosi edifici costruiti con mattoni di fango secco e paglia, cioè proprio con le modalità utilizzate dagli ebrei durante la loro schiavitù (Libro dell'Esodo, capp. 1-5).